# Würzel
Michael Burston (23 de octubre de 1949-9 de julio de 2011), más conocido como Würzel, fue un músico inglés, reconocido por haber sido guitarrista de la banda Motörhead.

## Carrera
Antes de unirse a Motörhead en 1984, Burston formó parte del ejército británico, sirviendo en Alemania e Irlanda del Norte en el primer batallón del Regimiento de Gloucestershire. Antes de su estancia en el ejército, había tocado en las bandas Bastard y Warfare. Junto a otro guitarrista relativamente desconocido en ese entonces llamado Phil Campbell, realizó una audición para la banda Motörhead. Ambos fueron contratados, por lo que la banda pasaba de ser un trío a ser un cuarteto.
El apodo de Würzel se lo pusieron sus compañeros en el ejército, donde lo comparaban con un personaje de una serie infantil británica, Worzel Gummidge, un espantapájaros que cobra vida y tiene el pelo mal cortado, desaliñado y enredado. Tocó en Motörhead hasta 1995 cuando decidió no seguir en la banda. Lemmy decidió no reemplazarle, por lo que la banda volvió a ser un trío.
Tras abandonar la banda se dedicó a nuevos proyectos musicales alejados del sonido de Motörhead. Uno de sus trabajos fue un disco de música ambiente y avant-garde. A pesar de ello tocó en algunos directos de Motörhead, en el Download Festival de 2008 y en el Guilfest de 2009, así como algunas otras apariciones en la gira de la banda por el Reino Unido en 2008.
Falleció el 9 de julio de 2011, debido a una fibrilación ventricular. En ese momento Würzel preparaba nuevo material con su nueva banda, Leader of Down, que había anunciado previamente el lanzamiento de su sencillo debut para principios de 2010. Al día siguiente, Lemmy dedicó a su memoria la actuación de Motörhead en el Festival Sonisphere de Knebworth.

## Discografía
Con Motörhead
- No Remorse (1984)
- Orgasmatron (1986)
- Rock 'n' Roll (1987)
- Nö Sleep at All (1988)
- The Birthday Party (1990)
- 1916 (1991)
- March ör Die (1992)
- Bastards (1993)
- Sacrifice (1995)
- BBC Live & In-Session (2005)

Solista
- Bess (1987)
- Chill Out Or Die (The Ambient Album) (1998)